# Leoheo
Leoheo is een geslacht uit de familie Annonaceae. Het geslacht telt een soort die voorkomt in Indochina.

## Soorten
- Leoheo domatiophorus Chaowasku, D.T.Ngo & Hung T.Le